# Suthora nipalensis
El picoloro gorjinegro (Suthora nipalensis) es una especie de ave paseriforme de la familia Sylviidae que vive en las montañas del sur de Asia. 

## Descripción
Mide alrededor de 11 cm de longitud, incluida su larga cola. Tiene el pico corto y robusto, negruzco o grisáceo. Sus partes superiores son principalmente de color canela, con alas blancas y negras. Tiene negras la garganta y las largas listas pileales laterales negras, que se juntan en la frente, en contraste con su lorum y las bigoteras casi verticales que son blancos. El color de su píleo varía según las subespecies, mientras que en la subespecie nominal es gris blanquecino en el resto de subespecies es anaranjado. Su cuello es gris y el color de las coberteras auriculares también varía de color según las subespecies, pueden ser anaranjadas, grises o negras. Sus partes inferiores son de tonos claros grisáceos o anteados.

## Distribución
Se encuentra en el Himalaya, principalmente en el centro y el este, y sus estribaciones orientales, además de las montañas que rodean Indonesia. Distribuido por el norte de la India, Bután, Nepal, Birmania, Laos, Tailandia, el suroeste de China y Vietnam. Sus hábitats naturales son los bosques planifolios de montaña tropicales y subtropicales y los cañaverales de bambú entre los 1000 y 3050 m s. n. m.